# Katia Ricciarelli
Katia Ricciarelli (Rovigo, Veneto, 16 de janeiro de 1946) é uma soprano italiana. Katia estudou no Conservatório de Veneza.

## Discografia
- Simon Boccanegra (1973)
- Un ballo in maschera (com Plácido Domingo, 1975)
- I due Foscari (com José Carreras e Piero Cappuccilli, 1977)
- La battaglia di Legnano (com José Carreras e Matteo Manuguerra, 1978)
- La bohème (1979)
- Luisa Miller (1979)
- Un ballo in maschera (com Luciano Pavarotti, 1980)
- Il trovatore (com José Carreras e Stefania Toczyska, 1980)
- Aida (1981)
- Turandot (sob Herbert von Karajan, 1981; then Liù, 1983)
- Carmen (1982)
- Falstaff (1982)
- La donna del lago (sob Maurizio Pollini, 1983)
- Don Carlos (com Plácido Domingo, 1983-84)
- L'elisir d'amore (1984)
- Otello (1986)
- Mefistofele (1987)
- Bellini's  Messa No. 2 in G Minor e Giuseppe Geremia's Missa Pro Defunctis 1809 (com Salvatore Fisichella, 1997)